# Copa de Europa de baloncesto 1979-80
La vigésimo tercera edición de la Copa de Europa de Baloncesto fue ganada por el equipo español del Real Madrid, que lograba su séptimo título, derrotando en la final al Maccabi Elite israelí, en una final disputada en el Deutschlandhalle de Berlín.

## Fase de grupos de cuartos de final
Los equipos se dividieron en seis grupos de 3 o 4 equipos cada uno, jugando un sistema de todos contra todos, en el que el primero de cada uno se clasificaría para la fase de semifinales.
|  | Los dos primeros acceden a semifinales |

|    | Equipo         | Par. | Pts. | G | P | PF  | PC  | PD  |
| -- | -------------- | ---- | ---- | - | - | --- | --- | --- |
| 1. | Bosna          | 4    | 7    | 3 | 1 | 387 | 335 | +52 |
| 2. | Levski-Spartak | 4    | 7    | 3 | 1 | 374 | 340 | +34 |
| 3. | Al-Zamalek     | 4    | 4    | 0 | 4 | 309 | 395 | -86 |

|    | Equipo           | Par. | Pts. | G | P | PF  | PC  | PD   |
| -- | ---------------- | ---- | ---- | - | - | --- | --- | ---- |
| 1. | Sinudyne Bologna | 4    | 8    | 4 | 0 | 364 | 263 | +101 |
| 2. | Inter Slovnaft   | 4    | 6    | 2 | 2 | 374 | 344 | +30  |
| 3. | Sparta Bertrange | 4    | 4    | 0 | 4 | 255 | 386 | -131 |

|    | Equipo                  | Par. | Pts. | G | P | PF  | PC  | PD   |
| -- | ----------------------- | ---- | ---- | - | - | --- | --- | ---- |
| 1. | Real Madrid             | 6    | 12   | 6 | 0 | 695 | 484 | +211 |
| 2. | Sutton & Crystal Palace | 6    | 10   | 4 | 2 | 566 | 532 | +34  |
| 3. | 04 Leverkusen           | 6    | 8    | 2 | 4 | 543 | 561 | -18  |
| 4. | Stevnsgade              | 6    | 6    | 0 | 6 | 366 | 593 | -227 |

|    | Equipo           | Par. | Pts. | G | P | PF  | PC  | PD   |
| -- | ---------------- | ---- | ---- | - | - | --- | --- | ---- |
| 1. | Maccabi Elite    | 6    | 11   | 5 | 1 | 588 | 429 | +159 |
| 2. | Dinamo București | 6    | 9    | 3 | 3 | 482 | 461 | +21  |
| 3. | Aris             | 6    | 9    | 3 | 3 | 504 | 518 | -14  |
| 4. | Efes Pilsen      | 6    | 7    | 1 | 5 | 398 | 564 | -166 |

|    | Equipo            | Par. | Pts. | G | P | PF  | PC  | PD   |
| -- | ----------------- | ---- | ---- | - | - | --- | --- | ---- |
| 1. | Partizan          | 6    | 11   | 5 | 1 | 632 | 514 | +118 |
| 2. | Partizani Tirana  | 6    | 10   | 4 | 2 | 563 | 578 | -15  |
| 3. | Honvéd            | 6    | 8    | 2 | 4 | 576 | 581 | -5   |
| 4. | Al-Ittihad Aleppo | 6    | 7    | 1 | 5 | 494 | 592 | -98  |

|    | Equipo      | Par. | Pts. | G | P | PF  | PC  | PD  |
| -- | ----------- | ---- | ---- | - | - | --- | --- | --- |
| 1. | Nashua EBBC | 6    | 9    | 3 | 3 | 523 | 450 | +73 |
| 2. | UBSC Wien   | 6    | 9    | 3 | 3 | 524 | 545 | -21 |
| 3. | Moderne     | 6    | 9    | 3 | 3 | 514 | 538 | -24 |
| 4. | Fresh Air   | 6    | 9    | 3 | 3 | 540 | 568 | -28 |

## Fase de semifinales
|  | Dos primeros avanzan a la final. |

|    | Equipo           | Par. | Pts. | G | P | PF  | PC  | PD   |
| -- | ---------------- | ---- | ---- | - | - | --- | --- | ---- |
| 1. | Maccabi Elite    | 10   | 17   | 7 | 3 | 878 | 814 | +64  |
| 2. | Real Madrid      | 10   | 17   | 7 | 3 | 950 | 888 | +62  |
| 3. | Bosna            | 10   | 16   | 6 | 4 | 868 | 867 | +1   |
| 4. | Sinudyne Bologna | 10   | 15   | 5 | 5 | 831 | 841 | -10  |
| 5. | Nashua EBBC      | 10   | 14   | 4 | 6 | 786 | 775 | +11  |
| 6. | Partizan         | 10   | 11   | 1 | 9 | 810 | 938 | -128 |

## Final
| 27 de marzo de 1980 | Real España                   | 89–85       | Maccabi Elite                 | |  |
|                     | Parciales: 48-40, 41–45       |             |                               | |  |
|                     | Estadísticas Rafael Rullán 27 | Reporte Pts | Estadísticas 31 Earl Williams | Pabellón: Deutschlandhalle, Berlín Asistencia: 8.513 espectadores Árbitros: Milan Jahoda (CZE), Maurizio Martollini (ITA) |  |

| Campeón de la Copa de Europa 1979–80 |
| ------------------------------------ |
| Real Madrid 7º título                |